# Атанас Грозданов
Атанас Грозданов е български просветен деец и революционер.

## Биография
Атанас Грозданов е роден около 1835 година в село Скребатно, тогава в Османската империя. В 1855 година открива в дома си българско светско училище. Участва в Народния събор в Гайтаниново в 1869 година, издигнал искане за учредяване на българска Неврокопско-Мелнишка-Драмска-Сярска епархия. Развива активна дейност за присъединяване на Неврокопско към диоцеза на Българската екзархия, като събира колективни заявления, които носи в Цариград.
През 70-те години се занимава с революционна дейност. След разкрития от страна на властите е арестуван, измъчван и осъден на заточение в Диарбекир, където престоява 5 години. След освобождението си се установява в Неврокоп.
На 20 май 1878 година Атанас Грозданов от името на Неврокопската българска община подписва Мемоара до Великите сили с искане за прилагане на Санстефанския договор и неоткъсване на Македония от новосъздадената българска държава.